# Idčianske sedlo
Idčianske sedlo (954 m n.p.m.) – przełęcz w głównym grzbiecie Gór Wołowskich w Rudawach Słowackich, w Karpatach Zachodnich, na Słowacji.

## Położenie
Leży w głównym grzbiecie Pasma Kojszowskiej Hali, pomiędzy szerokim, płaskim wzniesieniem (1065 m n.p.m.) którym wrasta w ten grzbiet od północy Okrúhla na północnym zachodzie a podobnym wzniesieniem (1054 m n.p.m.) na południowym wschodzie.

## Charakterystyka
Siodło przełęczy szerokie, zrównane. Grzbiet łagodnie podnosi się od niej ku obu wymienionym wyżej wzniesieniom. Ku północnemu wschodowi strome, zalesione stoki przełęczy opadają ku dolinkom źródłowych dopływów potoku Opátka. Stoki opadające ku południowemu zachodowi, mniej strome i słabiej zalesione, schodzą ku dolince lewobrzeżnego dopływu rzeki Idy. Na przełęczy żelazny krzyż.
W przeszłości siodło przełęczy i jej południowe stoki pokrywały rozległe górskie łąki, wykorzystywane jako pastwiska i łąki kośne (słow. Zlatoidčianske lúky). Gdy w latach 60.–70. XX wieku przestały być wykorzystywane gospodarczo zaczęły zarastać wrzosem i borówczyskami, a następnie drzewami.
W XVIII i XIX w. przez przełęcz szła uczęszczana droga górnicza (słow. banská cesta), którą wożono wydobywaną w Złotej Idce rudę miedzi do niewielkich hut, działających w Opátce, po drugiej stronie grzbietu.

## Turystyka
Przełęcz jest ważnym i ruchliwym węzłem znakowanych szlaków turystycznych. Grzbietem przez przełęcz biegną czerwone  znaki dalekobieżnego szlaku pn. Cesta hrdinov SNP. Przez przełęcz prowadzą znaki niebieskie  ze Złotej Idki do Opátki oraz żółte  ze Złotej Idki do Kojšova. Przed nastaniem ery wyciągów narciarskich łąki pod przełęczą były znane jako interesujące tereny narciarskie.